# Twiston
Twiston is een civil parish in het bestuurlijke gebied Ribble Valley, in het Engelse graafschap Lancashire. In 2001 telde het civil parish 64 inwoners.